# 飯島本源氏物語
飯島本源氏物語（いいじまぼんげんじものがたり）は、源氏物語の写本である。

## 概要
54帖の揃い本である。そのうち25帖ほどの本文が別本であるとされ、その他に青表紙本や河内本の本文を持つとされる帖がある取り合わせ本である。概ね室町時代の書写と見られる。古筆鑑定では冷泉為和の書写とされている。
大正・昭和・平成期に書家・古筆研究家として活動した飯島春敬（1906年（明治39年） - 1996年（平成8年））が、時期は不明であるが入手し、当時源氏物語の学術的な校本を作成していた池田亀鑑に提供したことにより写本記号「飯」、「飯島春敬氏蔵本」として校異源氏物語（源氏物語大成校異編）にいくつかの巻が対校本に採用されており、同書の研究編の重要諸本の解説及びこれを受け継いだ大津有一による源氏物語事典の「諸本解題」には空蝉巻のみが取り上げられている。その後長く詳細な調査をされることもなく東京国立博物館に寄託されていた。
2005年（平成17年）に池田和臣が飯島春敬が設立した社団法人書芸文化院主催の平安書道研究会の講師を務める事になった際、飯島春敬の跡を継いで書芸文化院の理事長となった飯島春敬の長女飯島春美との会話の中で「飯島家が所蔵する源氏物語の写本は54帖が揃った1組のみであり、それは東京国立博物館に預けたままになっていて、全体を詳しく調査したことはない。」というこれまで知られていた源氏物語大成などから得られる内容とは大きく異なる情報を得たため、改めて調査することになった。2008年（平成20年）7月源氏物語千年紀の中でその存在が公開され、前後してその存在が明らかになった大沢本などとともにマスコミに取り上げられて話題になった。現在は書芸文化院が管理する春敬記念書道文庫で保管されている。

## 本文
25帖ほどの本文が別本であるとされ、その他に青表紙本や河内本の本文を持つとされる帖がある取り合わせ本である。校異源氏物語（源氏物語大成校異編）では青表紙本として須磨1帖が、河内本として初音1帖が、別本として空蝉、横笛、幻、匂宮、紅梅の5帖がそれぞれ対校本に採用されている。源氏物語大成研究編の重要諸本の解説及びこれを受け継いだ大津有一による源氏物語事典の「諸本解題」では空蝉1帖のみが「飯島春敬氏蔵本空蝉巻」として取り上げられている。2008年12月から2009年11月にかけて笠間書院から池田和臣の編・解説による影印本が出版された。

## 影印本
- 『飯島本源氏物語 1 桐壺、帚木、空蝉、夕顔、若紫』笠間書院  2008年（平成20年）12月 ISBN 978-4-305-60061-5
- 『飯島本源氏物語 2 末摘花、紅葉賀、花宴、葵、賢木、花散里』笠間書院  2009年（平成21年）1月 ISBN 978-4-305-60062-2
- 『飯島本源氏物語 3 須磨、明石、澪標、蓬生、関屋、絵合、松風』笠間書院  2009年（平成21年）2月 ISBN 978-4-305-60063-9
- 『飯島本源氏物語 4 薄雲、朝顔、少女、玉鬘、初音、胡蝶、蛍』笠間書院  2009年（平成21年）3月 ISBN 978-4-305-60064-6
- 『飯島本源氏物語 5 常夏、篝火、野分、行幸、藤袴、真木柱、梅枝、藤裏葉』 笠間書院 2009年（平成21年）5月 ISBN 978-4-305-60065-3
- 『飯島本源氏物語 6 若菜上下』笠間書院  2009年（平成21年）6月 ISBN 978-4-305-60066-0
- 『飯島本源氏物語 7 柏木、横笛、鈴虫、夕霧、御法、幻』笠間書院  2009年（平成21年）7月 ISBN 978-4-305-60067-7
- 『飯島本源氏物語 8 匂宮、紅梅、竹河、橋姫、椎本、総角』笠間書院  2009年（平成21年）9月 ISBN 978-4-305-60068-4
- 『飯島本源氏物語 9 早蕨、宿木、東屋』笠間書院  2009年（平成21年）10月 ISBN 978-4-305-60069-1
- 『飯島本源氏物語 10 浮舟、蜻蛉、手習、夢浮橋』笠間書院  2009年（平成21年）11月 ISBN 978-4-305-60070-7